# Безенбисен
Безенбисен (фр. Bœsenbiesen) насеље је и општина у источној Француској у региону Алзас, у департману Доња Рајна која припада префектури Селестат Ерштајн.
По подацима из 2011. године у општини је живело 301 становника, а густина насељености је износила 79,0 становника/km². Општина се простире на површини од 3,81 km². Налази се на средњој надморској висини од 170 метара (максималној 173 m, а минималној 168 m).

## Демографија
| 1962. | 1968. | 1975. | 1982. | 1990. | 1999. | 2011. |
| ----- | ----- | ----- | ----- | ----- | ----- | ----- |
| 227   | 232   | 234   | 237   | 239   | 272   | 301   |

График промене броја становника у току последњих година